# Овруцький замок

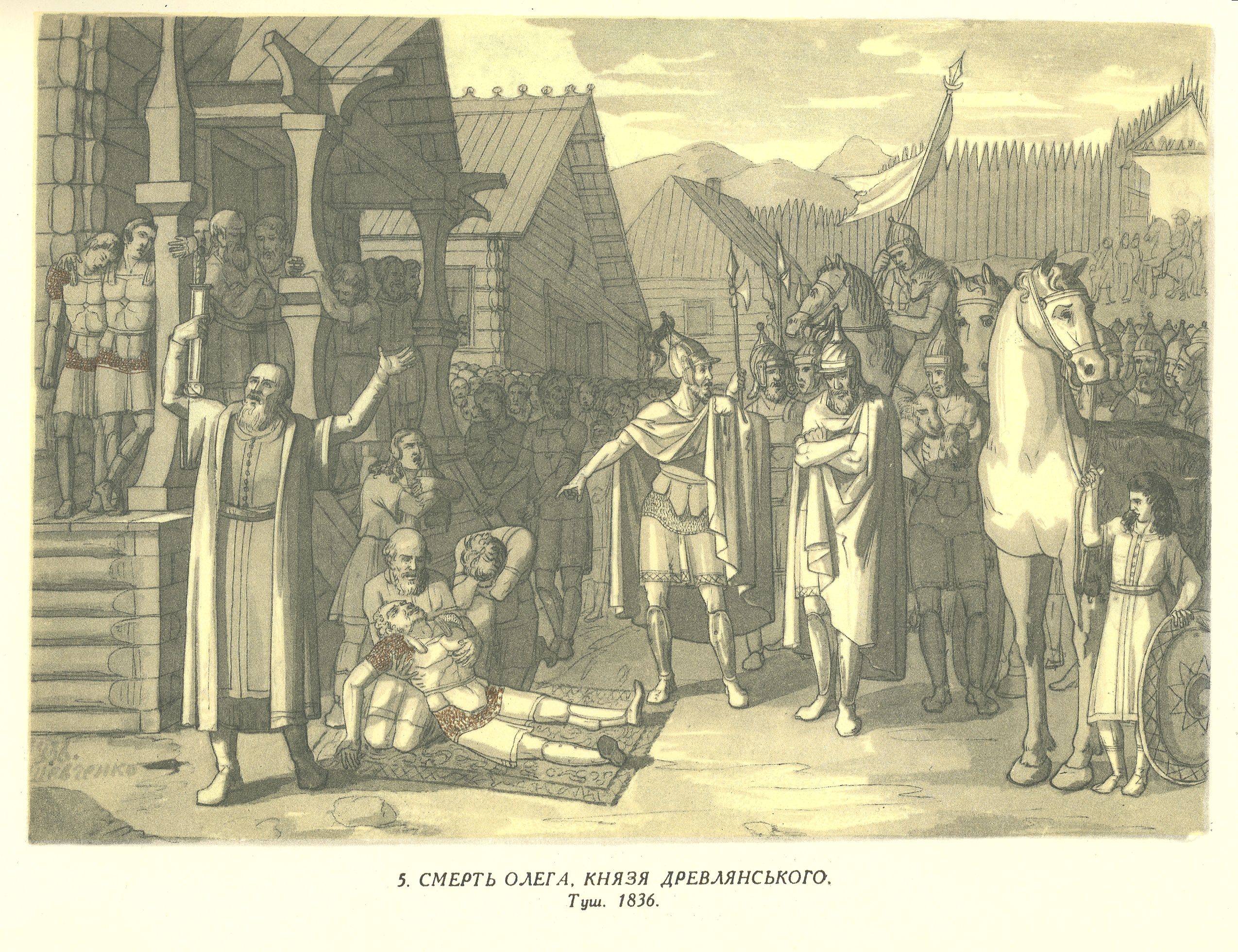
«Смерть Олега, князя древлянського». Малюнок Тараса Шевченка, 1836

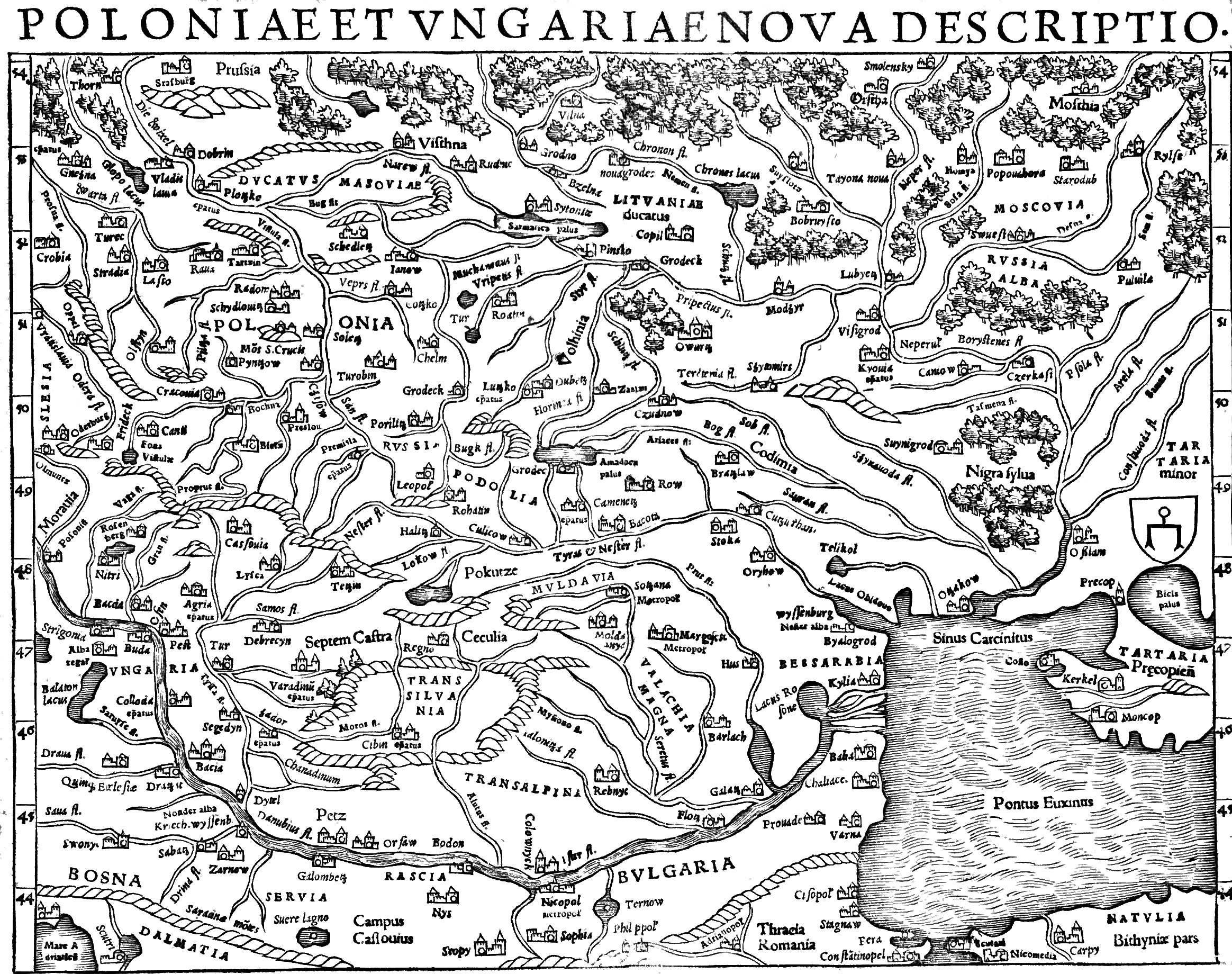
Овруч на карті Poloniae et Ungariae, Sebastiana Münstera, 1554

О́вруцький за́мок — середньовічний дерев'яний замок в місті Овруч, військово-адміністративний центр Овруцького князівства, з 1470 один з центрів — Київського воєводства, з 1569 — центр Овруцького староства. Перші письмові згадки про Овруцький замок з'являються в другій половині X століття. Замок проіснував до другої половини XVIII століття та був розташований в південно-західній частині міста, на Замковій горі, біля впадіння річечки Вручай (Ручай) в річку Норинь. Тепер на замковій горі розміщений Спасо-Преображенський кафедральний собор.

## Історія Овруцького замку
Овруч (Вручий) як місто-фортеця на лівому березі річки Норинь, притоці Прип'яті, вперше згадується в літописі в 977 у зв'язку з загибеллю князя Олега Святославовича:
«Року 6483 (975). Одного разу Свенельдич, на ім'я Лют, вийшов з Києва на полювання і гнав звіра у лісі. І побачив його Олег, і запитав своїх: „Хто це?“. І відповіли йому: „Свенельдич“. І, напавши, вбив його Олег, оскільки й сам полював у тому місці, І почалась через це ненависть між Ярополком і Олегом, і постійно підмовляв Свенельд Ярополка, прагнучи помститись за сина свого: „Піди на свого брата і захопи волость його“. Року 6485 (977). Пішов Ярополк на брата свого Олега в Деревську землю. І вийшов проти нього Олег, і озброїлись обидві сторони. І в битві, що почалась, переміг Ярополк Олега. Олег же зі своїми воїнами побіг до міста, яке називали Овруч, а через рів до міської брами був перекинутий міст, і люди, у тисняві на ньому, зіштовхували одне одного донизу. І зіштовхнули Олега з мосту до рову. Багато людей падало, і коні чавили людей, Ярополк, увійшовши до міста Олегового, захопив владу і послав шукати свого брата, і шукали його, але не знайшли. І сказав один деревлянин: „Бачив я, як учора спихнули його з мосту“. І послав Ярополк знайти брата, і витягали тіла з рову з ранку і до полудня, і знайшли Олега під трупами; винесли його і поклали на килимі. І прийшов Ярополк, плакав над ним і сказав Свенельдові: „Дивись, цього ти й хотів!“. І поховали Олега у полі біля міста Овруча, і є могила його під Овручем і дотепер.»
Прояснити все, що відбувалося може цитата з «Історії…» С. М. Соловйова: «… ми не повинні оминути увагою вік дітей Святославових: Ярополку було не більше 11 років (на час смерті Святослава), а отже, при ньому повинен був бути вихователь; хто був цей вихователь, який стосунок до нього мав Свенельд, і як отримав важливе значення — про це літописець нічого не знає. Ми не повинні лише забувати, що Ярополк був малолітній, отже, діяв під чужим впливом. Єдиною подією з Ярополкового князювання, що її внесли в літопис, була міжусобиця між синами Святослава. Ми знаємо, що полювання після війни було головною пристрастю середньовічних варварів: скрізь князі надавали собі щодо полювання великі права, жорстоко караючи за їх порушення. Це є достатнім поясненням події, що її розказав наш літописець <…> Навіщо переказ пов'язує частини дії так, що Олег вбиває Люта тоді, коли впізнає в ньому сина Свенельдева? Якби Олег пробачив Люту його зухвалість, дізнавшись, що він син Свенельда — знаменитого боярина старшого брата, боярина батьківського та дідівського, тоді справа була би зрозуміла; але літописець каже, що Олег вбив Люта, саме довідавшись, що той є сином Свенельда; при цьому не забуваємо, що древлянському князю було не більше 13 років! Отже, воля його була під впливом інших, під впливом якогось сильного боярина на кшталт Свенельда.»
Деякі дослідники припускають, що в X столітті Овруч замінив колишню древлянську столицю Іскоростень, яку спалила княгиня Ольга в 945.
На високій замковій горі був княжий замок з житлом князя (теремом), в долині — селище, з одного боку споруди були захищені глибоким ровом та земляним валом, а з іншого — природною перешкодою: річкою Норинь та непрохідними болотами. За Рюрика Ростиславовича Овруч перетворився на вотчину древлянських (овруцьких) князів та замок-городище (навколо міста та замку були побудовані нові дерев'яні укріплення)."Добре відоме планування стародавнього Вручая (Овруч), який з середини XII ст. був центром феодальних володінь князя Рюрика Ростиславовича — типове, середнє за розмірами місто, з міцним князівськім замком і досить великим посадом (близько 28 га), укріпленим стінами з дерев'яних городень і земляними валами." У замку був князівський «Червоний двір», де, бувало, довгий час жив сам князь, але найчастіше — посадник; тут князі заводили своє господарство, тримали склади всякого «добра»: шкір і хутр, металевих виробів, меду і воску, хліба, вина та інших харчів. До замку стікалася данина та військова здобич, побори та штрафи, товари та раби, тут було «все життя» князів. Навколо нього виникали княжі села і слободи, і села сільських общинників поступово втягувалися в князівське господарство. Усюди з'являлася князівська адміністрація, що ставила позначки на дубах та соснах, прокладала межі, встановлювала різного роду «знамення», суворо переслідувала за «перетес», карала кожного, хто «межу переоре», і пускала на колись общинні вигони стада худоби з княжою «плямою». На землях навколо замку з'являлися князівські мисливські угіддя, ріллі, тут і там трудилися князівські холопи та смерди, ремісники та рядовичі, господарювали огнищани та конюхи, тіуни та посельські. Навколо замку жили дружинники — соратники князя в минулих війнах та походах. Вони були правою рукою князя. З їхнього середовища виходить і князівська адміністрація (посадники, данинники, вірники, мечники та ін.), і вотчинні слуги — огнищани, тіуни, старости. Всіх їх «годує» сільський люд, данники князя; на їх користь надходять деякі побори, з ними ділиться своїми доходами князь, багато з них живуть з князем під одним дахом та сидять на князівських бенкетах за одним столом з ним. Але поступово все більшого та більшого значення набувають земля та доходи з неї. Тепер не данина з землі, а сама земля з людом, що сидить на ній, починає бути цінністю для дружинника. І вчорашній воїн, який мріяв про військову здобич й грабежі, про ложки, викувані зі срібла, що його здобуде князь внаслідок успішної війни, перетворюється на землевласника. З середовища дружинників в майбутньому з'явиться так звана овруцька околична шляхта.
В 1240 орди хана Батия спустошили Овруч та зруйнували замок. З часом його відбудували, і він став одним із форпостів Київського князівства, яке було залежним від Золотої Орди.
На початку XIV століття до складу Київського князівства увійшли Посем та Переяславль, в уділах, у тому числі і в Овруцькому, утвердилися путивльські Ольговичі. Однак від них збереглися лише смутні згадки в синодиках. Судячи з усього, вони були васалами галицько-волинських князів, що розширили південно-східні кордони свого впливу після падіння в 1300 улусу Ногая.
На початку 1320-х Гедимін взяв приступом Овруцький замок та зруйнував його.
В 1362 Овруч, як й інші південноруські князівства, опинився під безпосередньою владою Великого князівства Литовського. Замок був відновлений, але в 1399 Єдигей — воєначальник Тамерлана, розбивши при річці Ворсклі Вітовта, спустошив та Овруцький замок.
В 1506 замок пережив татарський наскок, був зруйнований та пізніше в 1522 відбудований.
В Люстрації міста Овруча 1519 замок та острог виглядають так:
«Место Овручъ лежачее собою наде Вручаемъ речкою, а отъ другои стороны река Норына, которая притекла под замокъ якобы на стрелбы… з шарпетины надъ великомъ болотомъ, валомъ глубокимъ и острогомъ со сторонъ трохъ;… 3 брамъ воротныхъ — 4, деи баштъ — 6, а три вежи великие замковые ку стрелбе велми добрые боронити всего места. На горы великои дворъ его королевской милости, палями дубовыми и деи сосновыми воколо оставленыи; на томже месте потаиники деи на горе тоиже, шарпатини, гаковници и всяка бронь огниста замкова з кулями и порохомъ находятся… ку обороне. На другои стороне ровы; также на высокои гори стоитъ каменая церковъ Василевска; кажутъ люде старые, була колысь золотоверха, но деи отъ непамятныхъ литъ неприятелями огнемъ спалена и совсимъ зопсована и розбита; в симъ великомъ ест мо (?) болши церквей, деи… сыи некоторые… Домовъ всехъ в Овручи з князячими и панскими 500 деи и много к тому…»
Найбільш укріпленою спорудою Овруцький замок став за старости Йосипа Михайловича Халецького. Зберігся детальний опис замку за 1552:
«Замок овруцкий од пана Есифа Халецкого, справою его, дерева соснового, людьми господарскими, мещаны и волощаны и людьми князькими, паньськими и боярскими зароблен, вежи замковые… над бывшим потайником к воде, на том месте зробили теперь браму воротную, у три стены рублена, з углами шести сажон, а над вороты светлица, а над светлицею кгмахь ку стрельбе, боронити усего места, а три вежи замковых. А городень в замку всех 61. Будованье в замку: у замку святых Кузьмы Демяна церковь, и та вже стара вельми, згнила, дворы земянские в замку: пана Оникиев Горностаев, Василя Дедкова, пана Фёдора Ельцов, пана Солтанов, Киселёв, Раков, Немирича, князя Сенского, панов Павши, Криштофов, Суринов, а иншие пляцы землянские и местцкие, и поповские порожни, старостино мешкане одна светлица всего на вежи воротней, а сховане у городни. Бронь замковая: сарпатинь на колоде приправленный, 6 пядей, сарпатинь на колах простых приправленный 6 пядей, сарпатинь на колоде приправленный, 7 пядей, сарпатинь, у колоде окованный, 8 пядей, сарпатинь, 8 пядей, куль до сарпатинов железных, обливаных 24. Гаковниц всех 27, пороховниц гаковничных 7. Ручниц 4. Пушкари: Яков Семёнович и Мойсей Чижевич. Пространность в замку: длина 66 сажен, ширина 43 сажни. Узвод у броне добрый, ланцухи обидва добрые, а под зводом стрелба пожиточная к обороне, мост перед замком на палях. Колодязя в замку нет, потайник бывал до речки Вручая, которая речка идёт тут же, под горою замковою, а з ручая река Норыня, которая прилегла под замок, якобы стрельбище от замку, около её болото, лесом заросло на 6 миль униз, аж до реки Уши, а сверху, отколь устала тая река, 8 миль обаполь её болота, нигде переезду нет, аж через греблю под местом. Гора замковая: с одной стороны от вежи воротной, спереди 15 сажон её, а с другой стороны, от реки Норыни — 16 сажон, а ззаду, от реки Вручая 15 сажон, на той стороне у двох местах гора ся зопсована 6 сажон, а с четвёртой стороны гора от места 10 сажон… Млин на реке Норыни, гатю занятый. Корчма медовая старостина, не выпивают в ней больше 30 кадей меду на год. Корчму горелчаную запродает староста на год за 50 коп грошей. Сторожа на замку: 20 человек. Сторожа полная: сторожу полную держать на поли, от замку у 30 милях, за Ходорковым полем, у Каменя, на Вили реце по 4 человека от св. Юра до Покровы.»

Інший вид «сторожі повної» здійснювався за допомогою т. зв. «тижня Чорнобильського» — сторожа, яку виставляли в «Чорнобилі», недалеко від гирла Прип'яті при Дніпрі. Також в цьому описі наводиться ієрархія населення, приписаного до замку: двори зем'янські та боярські, бояри та слуги замкові, слуги ординські при замку і на волості, слуги путні, міщани поленицькі, люде землянські, попи з людьми своїми.
З 1569 після Люблінського сейму, Овруч з замком — повітове місто зі старостинським правлінням. До повіту входили: Овруч, Іскорость, Ксаверів, Базар, Чорнобиль, Олевськ, Норинськ, Народичі, Мартинів та ін. В Люстрації 1570 польські ревізори писали: «Замок овруцкий лежит на насыпной горке недалеко от речки Норыни, почти неприступный, бо везде горы з ровами великими обошли. В замку 3 башни, 1 брама, 36 городней, 1 церковь, 9 дворов княжеских, панских и земянских, 1 пушкарня. Место при замку по горах оседло, острогом оточено, досить немочне и в месте недобрем. Поле есть пред замком, с которого давано 20 коп литовских. Млин на реке Норынь» А Люстрація 1622 описує місто та замок так: «Место валом и острогом с трёх сторон оточене, с четвёртой стороны болота, 3 брамы с вьездами. Замок на горке высокой, на все стороны открыт, мост плохий, башни 2». Люстрація ж Овруцького староства 1629 робить акцент на поганому стані укріплень замку: «Замок тот лежит на горке высокой, имеет в себе плац досить просторный, до которого входят, есть очень плохой мост, не ходят им. Брамы немае, ани веж, только две вежи наружные, но очень плохие, похиленые, погнитые и неприкрытые. Паркан, за небожчика пана Руцкого державцы початый и до того часу не только не добудованый, але и до конца сгнил» Хоча, «армата» (озброєння) замку ще залишилася з колишніх часів. В 1641 знову татарський наскок та руйнування замку. Це стало приводом Владиставу Вазі надати Овручу Магдебурзьке право. В 1648 під час повстання Б. Хмельницького місто та замок знову постраждали: «Место спустошено, книги земские и гродские спалены в пожарах. Здесь розташовался Овруцкий полк. Полковником его был Елизар Голота, погиб в бою. Потом стал полковник Подобайло, погиб под Львовом от Януша Радзивилла. Следующие — Осип Наталчич и сотник, овруцкий шляхтич, Горностай.» В 1667 за Андрусівським перемир'ям Овруч повертається в лоно Речі Посполитої обох народів (в Овруцькому повіті встановлюється польська адміністрація). В 1678 за постановою Гродненського сейму в Овруч з містечка Ксаверове переводять єзуїтський Колегіум, заснований Ігнатієм Олександром Єльцем. «Коллегиум получил в замку овруцком полгоры, где городни свои шляхта овруцкая имела, на плацу видзилоним собе в замку овруцком.» Єзуїти спорудили величезні будівлі та римо-католицький костел. Колегія стала іменуватися «Collegium Xawer-Owrucence». В 1720 замок було зруйновано гайдамаками: «не спасли шляхту, ни бронь огнистая, ни башни мурованные.» Відбудований в 1750. Але вже це був не той колишній могутній замок. З Люстрації 1765 місто Овруч та замок являли собою жалюгідне видовище: «В Овруче халуп жидовских 80, постоялых двора 3, крестьянских халуп 60, кроме монастыря и шляхетских дворов и дворков. Замок на горке вынеслый между двома дорогами, в замке изба, где работает суд и несколько казённых изб, склад на разные вещи, брама гонтами побита, ещё 3 избы (комнаты) на верхнем этаже башни, а на нижнем — темная застройка, превращенная в тюрьму». В 1773 єзуїтський костел перейшов у володіння овруцьких василіян. В 1831 за Найвищим велінням греко-католицький костел та монастир було забрано та передано до відомства православного духовенства. В 1872–1877 році церква ця відремонтована на державну суму 29 тис. 597 рублів та отримала назву Преображенський Введення в Храм Пресвятої Богородиці Собор. В 30-і роки церква була повністю зруйнована Радянською владою. У 1993 на її місці, на замковій горі, і на місці колишнього Овруцького замку, було побудовано новий Спасо-Преображенський кафедральний собор на вул. Соборный, 18.

## З документів „Литовської Метрики“ та „гродських“ книг
- Лист, писаный до державцы овруцкого князя Андрея Капусты, в кривдах мещан и слугъ замку Овруцкого з уписанемъ в нем листу судового господарского:

„Жыкгимонътъ Авъгустъ, Божъю м(и)л(о)стью король польский, великий князь литовъский, руский, пруский, жомоитский, мазовецкий и иных.
Державцы овруцкому, князю Андрею Тимофевичу Капусте и инымъ деръжавцамъ нашимъ, хто и напотомъ тотъ замокъ Овруцкий отъ насъ держати будуть. Били намъ чоломъ мещане и слуги замку нашого Овруцкого Матьфей Тарелко а Гридко Плаксичъ сами отъ себе и ото всих потужъников своих мещанъ и слугъ замку Овъруцкого и поведили передъ нами, ижъ некоторые з них зъ Божего допущенья недавно прошлых часовъ з домами и маетностями своими погорели, межи которою пожогою згорелъ, дей, имъ листъ нашъ судовый, которий имъ з розсудъку нашого данъ, яко ся они въ службе и повиноватостях своих противъко старостамъ нашимъ овруцкимъ заховати мели… Стояли передъ нами очевисто, жаловали намъ мещане и слуги наши замъку Овруцкого, которие повинъни в томъ замку нашомъ Овруцкомъ воротъ стеречи съ щитомъ а з рогатиною на державцу нашого овруцского, пана Криштофа Кмитича о томъ, што жъ коли, дей, они на замку у воротъ стерегуть, и панъ Криштофъ, дей, в тотъ часъ отъ сторожи их отъбираеть, и лазню про себе топити, и дрова рубати, и воду носити, и перекопы около двора, гумна и нивъ своих копати, и плоты около пол своих городити, и рольи на себе, деръжавцу один ден орати, а другии ден тую жъ пашню жати имъ кажеть, и в томъ имъ новину уводить и трудности задаеть. А ку тому, дей, тежъ кони их у своих потребах подъ речи и подъ слугъ своих в подъводу верховую и возовую береть, а они на то з веков не повинъни… И мы опытати казали передъ нами земян, шляхты киевское, которыи у во Вручомъ именья свои мають, которых на тотъ часъ немало при насъ было: Федора Елцовича, а Солтана Стецъковича, а Стася а Немери Суриновъ и … тыи земяне поведили и светчили передъ нами, же мещане и слуги тамошние овруцкие, яко их паметь знесеть и яко то отъ отъцовъ своих слыхали, на жадъные послуги державец своих тамошних овруцких ани тежъ подъводъ подъ них давати не повинъни, одно мають стеречи у воротъ замковых зъ щитомъ и з рогатиною. И мы, вырозумевши тому, и с Паны Радами нашими коло того намову вчинивши, тых мещан и слугъ наших; овруцких при старине их заставили и симъ листомъ нашимъ зоставуемъ навечность… И на то дали есмо имъ сесь наш листъ, ку которому его кролевъской м(и)л(о)сти отец нашъ и печать свою приложити росказать рачилъ. П(и)санъ у Берестьи, подъ леты Божего нароженья тисяча пятсотъ сорокъ четвертого, м(е)с(я)ца августа тридцатог[о] дня, индикта второго“… Подписъ руки его м(и)л(о)сти пана Миколая Радивила, воеводы виленского, маршалка земского, канцлера Великог[о] Князъства Лит(ов)ског[о] Янъ Гайко писар»
- В листопаді 1522 великий князь писав овруцькому старості Михайлові Михайловичу Халецькому, а також зем'янам та дворянам Овруцького повіту і всім тим, хто мав маєтки в цьому повіті, про скаргу овруцьких міщан та прийняте через неї рішення. Суть скарги полягала в такому: господар дав в держання половину овруцької корчми Халецькому, а другу половину — «наполи» овруцьким зем'янам та міщанам з умовою, що Халецький мав організувати польну сторожу зі своєї половини, а зем'яни та міщани — зі своєї. Однак зем'яни «виправили» собі господарський лист, за яким половина корчми залишалася лише за ними. Великий князь наказав Халецькому тримати корчму «подле первое данины», а якби зем'яни не хотіли добровільно поступитися міщанам їхніми частинами корчми — ввести міщан в держання. В травні 1523 Халецькому прислали другого листа. Виявилося, що господар, коли перебував разом з панами-радами в Городні, дав половину корчми лише овруцьким зем'янам; з цієї корчми вони мали «завжды поготовю мети» сторожу від татар і для захисту замку в розмірі 30 коней. А міщани «впросили ся» у господаря до зем'янської половини корчми. При цьому ніякої допомоги зем'янам міщани не надавали, що письмово підтвердив Халецький: «иж з мещан жадное обороны замку \<… > нет», а он не имеет «с кимъ замку \<… > боронити и от татар сторожи мети». Через це великий князь наказав половину корчми передати в держання одних лише зем'ян. Однак у вересні 1523 від господаря надійшло нове розпорядження: передати другу половину корчми в спільне держання зем'ян та міщан на колишніх умовах. Підставою для вказаного рішення стало повідомлення від міщан, згідно з яким зем'яни дезінформували великого князя: «въкрасивши реч свою», зем'яни «впросили» половину корчми, заявляючи, нібито міщани не виконували господарської служби і не організовували сторожі, в той час як за твердженням міщан вони завжди служби господарської та пільної "были пилны и сторожу на поли держывали, и на службе господарьской «поспол з ними бывали»[26]
- Жалувана грамота Олександрі Немириній на Овруцький Заручайський монастир'. 1531, грудня 13.
- Королівська грамота від 17 червня 1570 Богухвалу Павші на монастир Заручайський в замку Овруцькому.
- Донесення возного про введення Овруцького священика Василя у володіння Овручайським Пречистенським монастирем у м. Овручі на підставі жалуваної королівської грамоти. Докладний інвентар цього монастиря. 1600. Травень 30.
- Донесення возного про передачу Почаївському архімандриту Воютинському двох монастирів у м. Овручі: Успенського Заручайского та Спаського Василівського. 1617 року, березня 3.
- Про вручення Філарету Кізаревичу Позова до трибунальського суду. 1630, травні 21.
- Про вручення ігумену Овруцького Заручайського монастиря Філатову Кесаревичу Позова до королівського суду. 1630, вересня 6.

## Державці (намісники) та старости Овруцького замку
Маєтністю старостинською були Михайлівка чи Михайловоме.
- (1478 — ????) Волчко Романович Волчкович герба «Радван подвійний (Хоругви)» (? — 1486)
- (1486–1486) Роман Івашкович Волчкович герба «Радван подвійний (Хоругви)»
- (1487–1493) Остафій Горностай-Волчкович герба «Радван подвійний (Хоругви) ?» (? — 1503)
- (1496–1503) Григорій (Юрій) Борисович Глинський герба «Глинський» (? — 1503)
- (1503–1503) Остафій Горностай-Волчкович герба «Радван подвійний (Хоругви) ?» (? — 1503)
- (1506–1507) Семен Романович Волчкович герба «Радван подвійний (Хоругви) ?» (? — 1507)
- (1510[27] — 1518[28]) Сенько Полозович (Семен Федорович Полоз) герба «Połozowicz» (? — 1529)
- (1522–1534) Михайло Халецький герба «Халецький»(? — 1534)
- (1534–1534) Тихно Козинський герба «Кирдея»
- (1534—1536) Криштоф Кмитич Кмита герба «Радван подвійний (Хоругви)» (? - 1552)
- (1536—1540) Андрій Якубович Немирович герба «Ястржембець» (1462—1540)[29]
- (1540—1547) Криштоф Кмитич Кмита герба «Радван подвійний (Хоругви)» (? - 1552)
- (1547–1551) Андрій Тимофійович Капуста герба «Капуста (Одровонж відм.)»(? — 1571)
- (1551–1553) Йосип Михайлович Халецький герба «Халецький» (? — 1562)
- (1553–1571) Андрій Капуста герба «Капуста (Одровонж відм.)»(? — 1571)
- (1572–1578) Михайло Мишка Варковський герба «Корчак»
- (1578–1604) Авраам Михайлович Мишка Варковський герба «Корчак» (? — 1604)
- (1580 (призначений)) Богдан Соломирецький
- (1604–1615) Михайло Вишневецький герба «Корибут» (? — 1615)
- (1616–1617) Павло Рутський герба «?»
- (1617–1624) Анджей Ґурський герба «Наленч» (? — 1624)
- 26 лютого 1621 року згадується староста овруцький, Лукаш Сапега герба «Лис»[30]
- (1624–1630) Стефан Андрійович Немирич герба «Клямр» (? — 1630)
- (1630–1632) Гаврило Романович Гойський герба «Кірдея» (1578–1632)
- (1632–1642) Самуель Лащ-Тучапський герба «Правда»
- (1642–1653) Владислав Немирич герба «Клямр» (1619–1653)
- (1653–1659) Юрій Немирич герба «Клямр» (1612–1659)
- (1659–1660) Ян Фридерик Сапіга герба «Лис» (1618–1664)
- (1660–1684) Миколай Леон Сапега герба «Лис» (? — 1685)
- (1684–1709) Францишек Потоцький герба «Любич»
- (1709–1725) Юзеф Антоній Бжуховський герба «Помян»
- (1727–1730) Олександр Лентовський герба «Огончік»
- (1730–1745) Єжи Ольшанський герба «Ястржембець»
- (1747–1766) Францишек Загорський герба «Остоя»
- (1779–1794) Ян Стецький герба «Радван»[31][32]